# Agència Espacial Israeliana

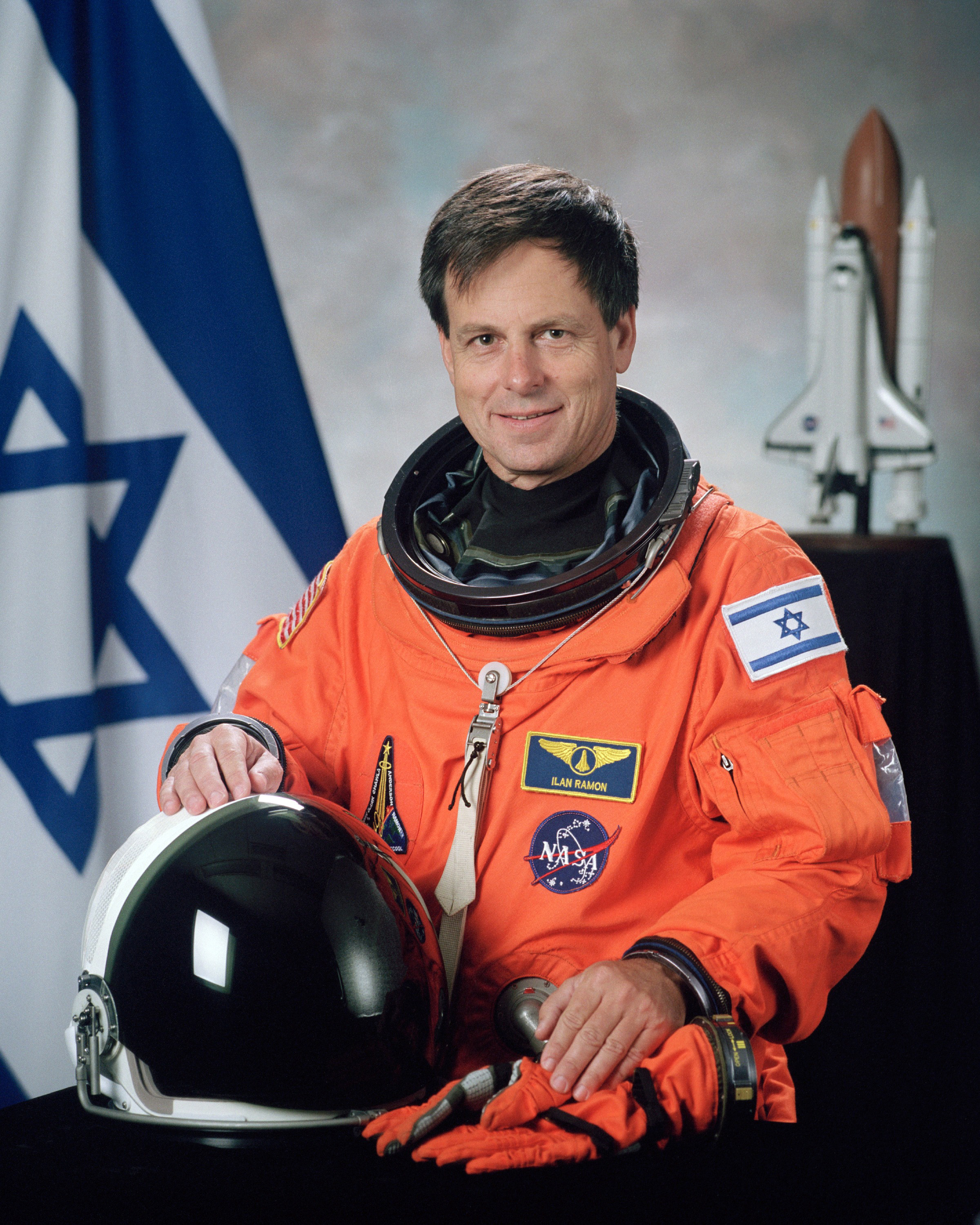
Ilan Ramon, astronauta israelià

L'Agència Espacial d'Israel (AEI) (en hebreu: סוכנות החלל הישראלית) és la institució d'Israel encarregada del programa espacial d'aquest país. Fundada el 1983, té la capacitat de construir satèl·lits, llançar i seguir amb estacions pròpies de seguiment. El seu primer satèl·lit va ser llançat el 1988. El primer astronauta israelià va ser Ilan Ramon, que va participar en la missió STS-107 del Columbia com a especialista de càrregues el 2003, on va morir en desintegrar-se la nau durant la seva reentrada en l'atmosfera terrestre. Actualment està administrada per Dan Blumberg com a president, i Uri Oron (אורי אורון) (des del 2021) com a director general.
Va reemplaçar l'anterior administració, el Comitè Nacional per a la Recerca Espacial Va ser fundada pel físic teòric Yuval Ne'eman el 1983, substituint el comitè que s'havia establert el 1960 per tal de construir la infraestructura necessària per a les missions espacials.